# Pseudoniphargus ruffoi
Pseudoniphargus ruffoi is een vlokreeftensoort uit de familie van de Allocrangonyctidae. De wetenschappelijke naam van de soort is voor het eerst geldig gepubliceerd in 1996 door Coineau & Boutin.